# Currywurst-Schneidemaschine

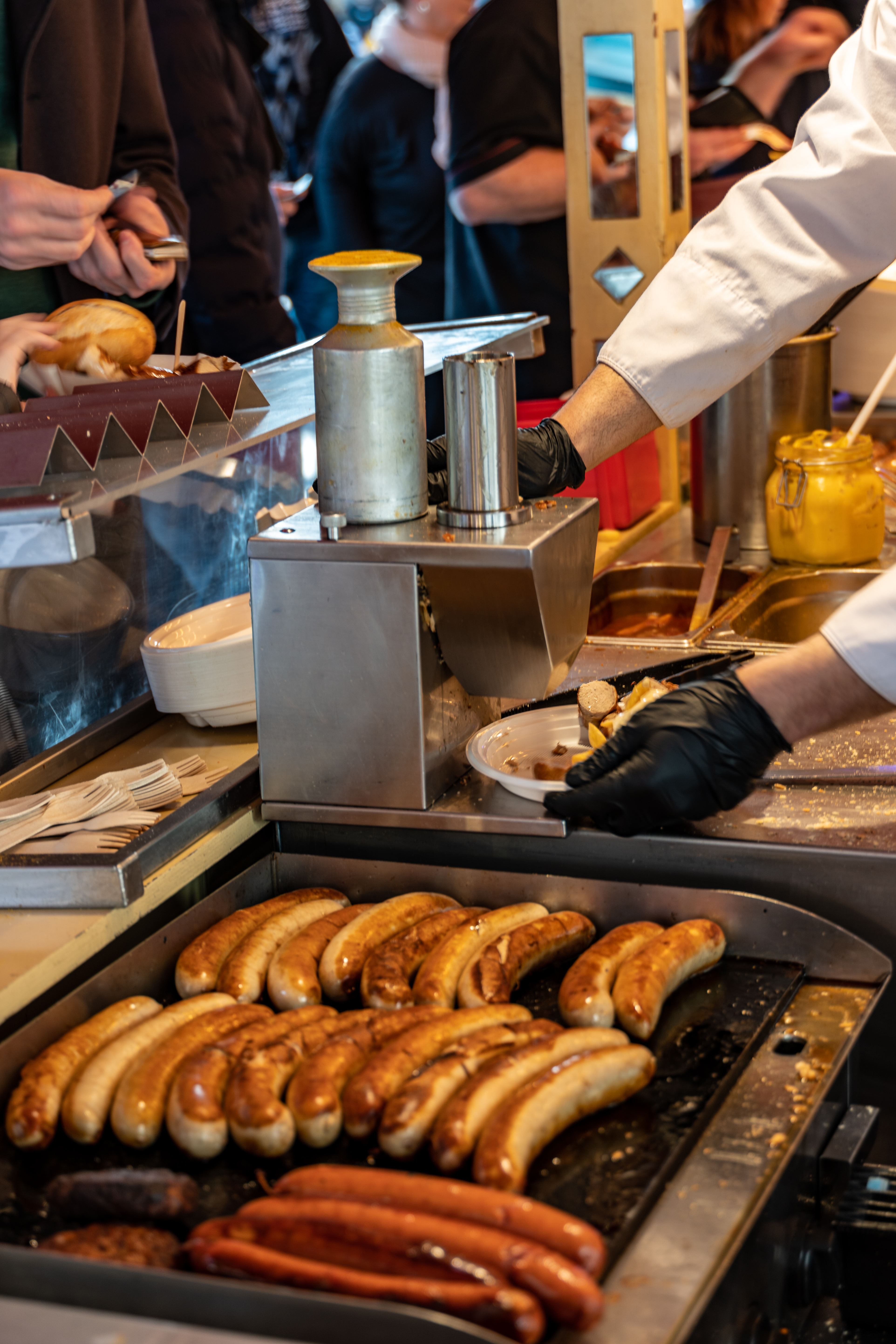
Elektrische Currywurstschneidemaschine

Die Currywurst-Schneidemaschine oder auch umgangssprachlich Currywurst-Schneider oder Currywurstschneider ist ein in der Imbissgastronomie genutztes Gerät zur schnellen Zerteilung einer Wurst in mundgerechte Stücke.
Beim manuellen Currywurstschneider legt man die Wurst der Länge nach unter einen Schneidebügel. Diese Schneidemaschinen sind meist mit zehn Messern versehen, durch Herunterklappen des Schneidebügels entstehen elf gleich dicke Scheiben. Die Scheibendicke lässt sich bei diesen Schneidemaschinen nicht variieren.
Neben der nur noch selten anzutreffenden manuellen Variante sind vor allem elektrische Ausführungen üblich. Hier wird die Wurst oben hineingesteckt, fällt mithilfe der Schwerkraft durch einen runden Schacht und wird dabei von einem rotierenden Messer zerkleinert. Die Schnittbreite kann je nach Rotationsgeschwindigkeit des Messers zwischen 0,5 cm und 3,5 cm variieren und ist bei manchen Modellen einstellbar. Als Erfinder der elektrischen Currywurst-Schneidemaschine gilt Friedhelm Selbach, der 1963 erstmals eine solche konstruierte, um die gewerbliche Zubereitung von Currywurst zu vereinfachen. Die Geräte werden vor allem in der Gastronomie und hier in Schnellrestaurants und Imbissbuden verwendet.